# Nitroglycerin
Glyceroltrinitrát (nitroglycerin), přesněji (tri)nitrát glycerolu, je po chemické stránce trojnásobný ester alkoholu glycerolu s kyselinou dusičnou. Je to olejovitá bezbarvá až nažloutlá kapalina, která se velmi snadno explozivně rozkládá za uvolnění značného množství energie. Objevil ho italský chemik Ascanio Sobrero v roce 1847. Jako základní složka dynamitu představuje jednu z klíčových sloučenin ve výrobě trhavin v 19. a 20. století a i v současné době je častou surovinou pro výrobu různých plastických trhavin. Další využití nalezl nitroglycerin v medicíně jako prostředek pro roztažení věnčitých tepen při záchvatech anginy pectoris a pro snižování krevního tlaku.

## Základní fyzikální a chemické vlastnosti
Sumární vzorec glyceroltrinitrátu je C3H5N3O9, molární hmotnost je 227,087 g/mol.
Vysoce čistý nitroglycerin je bezbarvá olejovitá kapalina, technický produkt je obvykle mírně nažloutlé barvy. Bod tání dosahuje hodnoty 13,2 °C, při teplotě 50–60 °C dochází za normálního tlaku k rozkladu této sloučeniny, při sníženém tlaku (cca 70 hPa) je bod varu uváděn přibližně kolem 180 °C. Hustota kapalného nitroglycerinu je přibližně 1,60 g/cm3, pevná látka má při teplotě 10 °C hustotu 1,735 g/cm3.
Ve vodě je pouze málo rozpustný (přibližně 2 g/l), dobře se však rozpouští ve většině běžných organických rozpouštědel od alkoholů po nepolární alifatické uhlovodíky. Dobře se rozpouští i v kyselině sírové, koncentrovaná kyselina však působí jeho pomalou hydrolýzu.

## Pyrotechnické vlastnosti a využití
Samotný nitroglycerin je pro pyrotechnické účely značně rizikový. Hlavním důvodem je velmi nízká stabilita této látky vůči vnějším vlivům, může samovolně explodovat působením i poměrně slabých mechanických i termických podnětů. Vzhledem k tomu je i samotný transport této sloučeniny poměrně nebezpečný a jeho doprava po veřejných komunikacích je tak zakázána.
K hlavnímu rozmachu pyrotechnického využití nitroglycerinu došlo až s objevem dynamitu, látky, která dokáže kombinovat vysoce kvalitní explozivní vlastnosti nitroglycerinu s vyšší mechanickou a transportní bezpečností produktu. Dynamit ve smyslu směsi nitroglycerinu s hlinkou se ale v současné době spíše nepoužívá. Nitroglycerin je tak spíše používán ve formě trhací želatiny, popř. směsi s dusičnanem amonným.
Čistý nitroglycerin vykazuje tyto základní vlastnosti:
- Energie výbuchu: 6 060 kJ/kg (1 450 kcal/kg)
- Detonační rychlost: 7 700 m/s pro kapalinu a až 9 000 m/s pro pevný nitroglycerin
- Objem spalných plynů: 715 l/kg
- Teplota exploze: 3 100 °C

## Toxikologické a farmakologické vlastnosti
Nitroglycerin patří mezi značně toxické látky a již dávky několika desítek miligramů mohou způsobit smrt člověka. Hlavním účinkem jeho působení na lidský organismus je rychlé rozšiřování tepen a tím pokles krevního tlaku. Těžká otrava se projevuje bolestmi, křečemi, zmodráním sliznic, poruchami zraku a otoky. Postiženého je třeba přemístit na čerstvý vzduch a podávat silnou kávu nebo léky proti bolesti hlavy.
Působení na lidský organismus je silně individuální a obvykle při dlouhodobějším styku s touto látkou dochází k přivykání na zvýšené dávky. Dlouhodobá práce s nitroglycerinem nezpůsobuje chronické otravy[zdroj?] a z toxikologického hlediska se proto nejedná o průmyslový jed.
Schopnosti rozšiřovat rychle cévy se využívá v medicíně k rychlému snížení krevního tlaku, především u pacientů s chorobami srdce a vysokým krevním tlakem. Využívá se jako lék na srdeční arytmii. Ihned po zpozorování nástupu srdečních problémů (bušení srdce, bolest na hrudi) by si měl pacient zasunout tabletku s malým množstvím nitroglycerinu (obvykle 0,1 mg) pod jazyk a nechat ji rozpustit. V současné době jsou k dispozici i preparáty, v nichž je nitroglycerin podáván ve formě 1% alkoholického roztoku a doporučená dávka v tomto případě nemá překročit několik kapek. Nitroglycerin se též využívá k diagnostice vasovagálních synkop při HUT testu.

## Průmyslová výroba

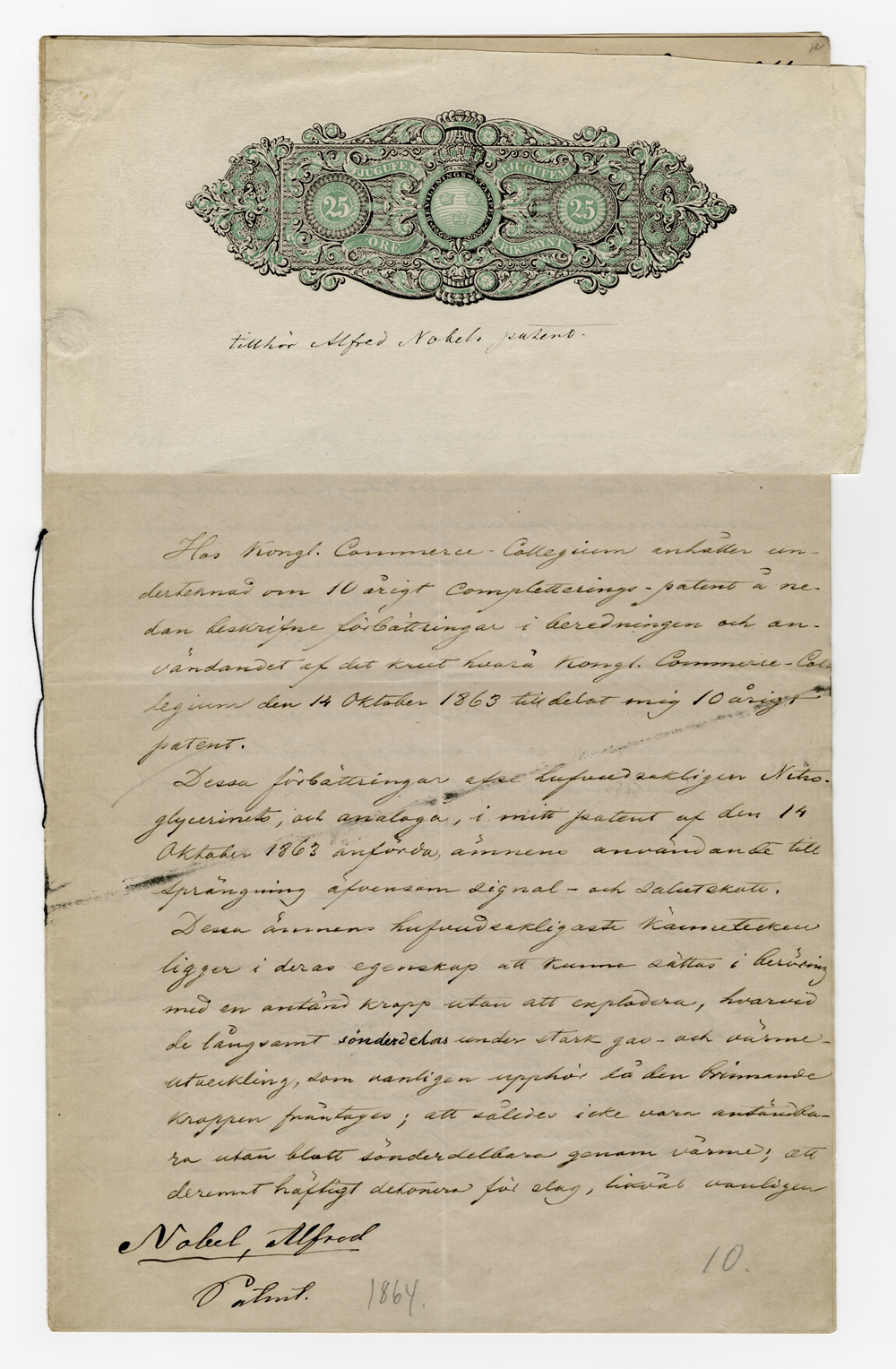
Nobelova přihláška patentu z roku 1864

Jedním z hlavních důvodů masového rozšíření výroby nitroglycerinu je fakt, že tato preparace probíhá za poměrně mírných a snadno kontrolovatelných podmínek, nevyžaduje žádná vysoce složitá a drahá zařízení a vstupní suroviny jsou snadno dostupné a relativně levné.
Základní reakcí je zde nitrace trojsytného alkoholu glycerolu působením kyseliny dusičné (resp. její směsi s kyselinou sírovou):
HOCH2CH(OH)CH2OH + 3HNO3 → O2NOCH2CH(ONO2)CH2ONO2 + 3H2O
Tato reakce probíhá relativně snadno, obvykle se používá prostředí 40–60 % H2SO4 a 30–40 % HNO3, do které se postupně dávkují malá množství glycerolu. Na rozdíl od nitrace toluenu při výrobě TNT probíhá nitrace i za přítomnosti menších množství vody.
Protože nitrace glycerolu je reakce značně exotermní (dochází k vývoji reakčního tepla v množství 120–170 kcal na 1 kg glycerolu), je základní podmínkou zvládnutí reakce dobré chlazení reakční směsi. Obvykle se pracuje při teplotách 15–30 °C. Druhým nezbytným požadavkem je dokonalé promíchávání směsi po celou dobu reakce. Při lokálním nahromadění většího množství glycerolu dochází k místní bouřlivé reakci, která by mohla mít za následek explozi celé směsi.
Reakce se provádí v tzv. nitrátorech, což jsou různě velké nádoby vyložené olovem nebo přímo zhotovené z olova. Pro tento materiál hovoří především to, že olovo je poměrně měkké a při případné explozivní havárii nedochází k rozlétávání ostrých kovových úlomků. Zároveň je olovo velmi dobře pasivováno přítomnou H2SO4 a stěny reakční nádoby nejsou směsí kyselin naleptávány.
Z bezpečnostních důvodů musí být každý nitrátor vybaven na dně velkým výpustním otvorem, který ústí do velké nádrže se studenou vodou nebo směsi vody s ledem. V případě, že dojde k prudké akceleraci nitrace, provázené silným vývojem hnědých nitrózních plynů a hrozí bezprostřední nebezpečí výbuchu, má obsluha možnost celý obsah nitrátoru vypustit během několika sekund do zmíněné bezpečnostní nádrže.
Po ukončení nitrace (obvykle 20 – 30 minut) se do směsi přidá další vychlazená voda. Nitroglycerin se tím oddělí a několikrát se promývá roztokem sody (uhličitanu sodného), aby se z něj odstranily zbytky nitračních kyselin.